# اوتیس خان
اوتیس خان (انگلیسی: Otis Khan؛ زادهٔ ۵ سپتامبر ۱۹۹۵) بازیکن فوتبال اهل پاکستان-انگلستان است.
از باشگاه‌هایی که در آن بازی کرده است می‌توان به باشگاه فوتبال ماتلوک تاون، باشگاه فوتبال باکستون، باشگاه فوتبال بارو، باشگاه فوتبال بارنزلی، و باشگاه فوتبال شفیلد یونایتد اشاره کرد.
وی همچنین در تیم ملی فوتبال پاکستان بازی کرده است.